# Steve Miller
Pour les articles homonymes, voir Miller et Steve Miller (homonymie).
Steve Haworth Miller (5 octobre 1943 à Milwaukee, États-Unis) est un chanteur, compositeur, guitariste  américain de blues rock et chanteur du groupe Steve Miller Band.

## Biographie
Steve Miller est né d'un père amateur de jazz et d'une mère chanteuse de jazz. En 1950, sa famille partit pour Dallas (Texas) où il forma son premier groupe, The Marksmen. Ce groupe comprenait un de ses camarades d'école, Boz Scaggs, célèbre plus tard comme auteur-compositeur.

Dans les années 1960, Miller fit ses études à l'Université du Wisconsin où il forma un autre groupe, The Ardells. Boz Scaggs et Ben Sidran rejoignirent le groupe un an après sa formation. Miller avait un parrain célèbre, Les Paul, un pionnier de la guitare électrique qui l'encouragea à utiliser ses talents de musicien. Il passa un semestre à l'Université de Copenhague, au Danemark. Il voulut finir sa scolarité à l'Université du Texas à Austin mais, très déçu par la façon d'enseigner, il rejoignit San Francisco en Volkswagen Combi.
En 1968, Miller a formé le Steve Miller Band, avec Miller au chant, qui enregistra son premier album Children of the Future, au style psychédélique comme celui des groupes de San Francisco de cette époque. En 1969, le second album du groupe, Sailor, fut le plus abouti. Sur le troisième, paru la même année, Brave New Word, Paul McCartney a participé à la chanson My Dark Hour qu'il a composé sous le nom de Paul Ramon.
L'année 1973 marqua un tournant dans la carrière de Steve Miller avec l'album The Joker qui fut un succès populaire aux États-Unis, puis Fly Like an Eagle et Book of Dreams également des succès commerciaux. Plusieurs titres sortirent en simple et devinrent des succès : "Rock'n Me", "Take the Money and Run", "Jet Airliner" et "Jungle Love".  
Steve Miller a joué le rôle de Prentiss dans le film Roar sorti en 1981.
Après une traversée du désert, le succès revient en 1982 avec l'album Abracadabra. Steve Miller a ensuite abandonné l'enregistrement d'albums personnels, et a notamment collaboré avec Paul McCartney en 1997, sur son album Flaming Pie, qui se classa N°2 des charts anglais et américains, et remporta un Grammy Award.

## Discographie

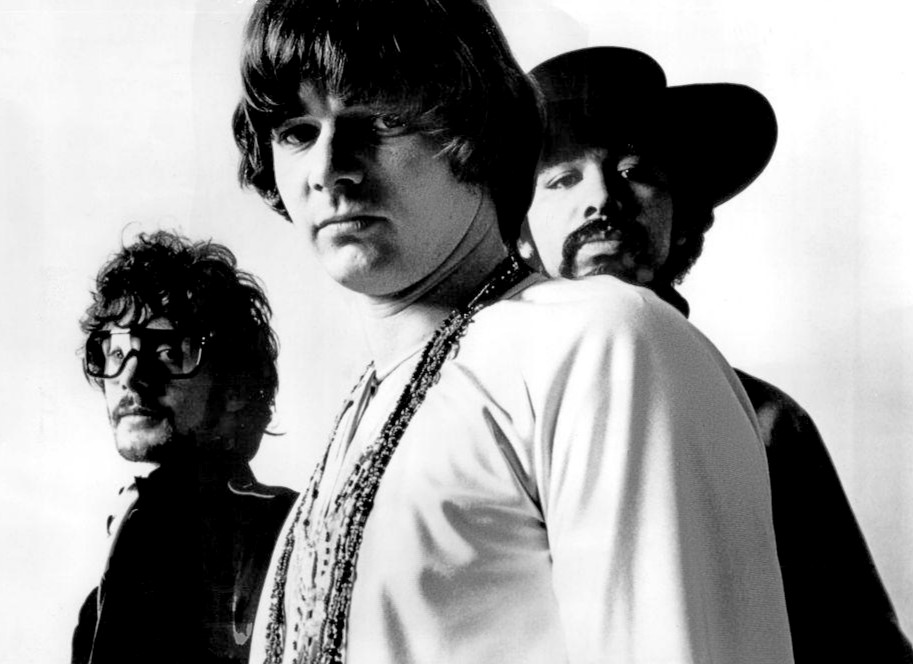
Le Steve Miller Band en 1969

### Steve Miller Band
- Children of the Future (septembre 1968)
- Sailor (janvier 1969)
- Brave New World (septembre 1969)
- Your Saving Grace (mars 1970)
- Number 5 (novembre 1970)
- Rock Love (novembre 1971)
- Recall the Beginning...A Journey From Eden (mai 1972)
- The Joker (octobre 1973)
- Living in the U.S.A (1973)
- Fly Like An Eagle (mai 1976)
- Book of Dreams (mai 1977)
- Circle of Love (octobre 1981)
- Abracadabra (juin 1982)
- Italian X-Rays (novembre 1984)
- Living in the 20th Century (janvier 1986)
- Born 2 B Blue (1988)(cover)
- Wide River (juillet 1993)
- Bingo! (juin 2010)(cover)
- Let Your Hair Down (avril 2011)(cover)

### Enregistrement en solo
- Born 2B Blue (septembre 1988)